# Такамаса Абіко
Такамаса Абіко (яп. 安彦 考真; нар. 1 лютого 1978, Саґаміхара, Канаґава, Японія) — колишній японський футболіст, нападник.

## Життєпис
Футболом захоплювався з дитинства. На юнацькому рівні почав займатися футболом у Вищій школі Сінджо. По завершенні навчання в школі переїхав до Бразилії, де уклав договір з «Греміо Марінга». Однак напередодні початку матчів чемпіонатіу розірвав передню хрестоподібну зв’язку й повернувся до Японії. Після роботи в професійному училищі, він працював гравцем, тренером і перекладачем в Еду, побував на невдалих для себе переглядах у «Сімідзу С-Палс» та «Саґан Тосу» (в той час він брехав, що не може продемонструвати свої вміння через старі травми). Одного разу навіть завершив кар'єру, коли Еду приєднався до тренерського штабу збірної Японії.
Після завершення кар'єри став функціонером і працював тренером у Греміо та інших клубах. Також з 2003 по 2004 рік працював перекладачем в «Омія Ардія». Покинувши «Омію», також керував футбольною школою FOOT, заснованою Кітадзавою Цуйоші, та керував приватним кабінетом Кітадзави.
Після цього, виконуючи обов'язки генерального директора та викладача в середній школі Чуо, грав за аматорські команди «Бресса Сагамігара» та ФК «Мінамі» (обидві з чемпіонату префектури Канаґава). Тоді один із учнів середньої школи Чуо досяг своєї мети за рахунок краудфандингу. Набравши необхідну форму, у 2017 році вирішив знову повернутися до професіонального футболу (до Джей-ліги). Покинувши всю попередню роботу, приєднався до футбольного клубу «Арес» (Токіо) з 1-го Дивізіону футбольної ліги Канто. Він також брав участь у 53-му Всесвітньому чемпіонаті Японії з футболу у жовтні того ж року.
З січня 2018 року тренувався та перебував на перегляді у клубі «Міто Холліхок». 31 березня 2018 року уклав договір з вище вказаним клубом. При цьому заробітня плата Абіко також була незвичайна, гравець повинен був отримувати по 1 єні протягом 10 місяців. Однак не зігравши жодного офіційного матчу, в тому числі й у кубку Імпера Японії, Такамаса по завершенні дії угоди залишив команду.
У 2019 році перейшов до «Йокагами». У футболці нового клубу дебютував 10 березня 2019 року на 37-ій хвилині другого тайму в поєдинку проти «Гайнаре Тотторі». Такамаса становив новий рекорд найстаршого дебютанта Джей-ліги, на момент виходу на поле йому виповнилося 41 рік, 1 місяць та 9 днів (попередній рекорд належав легендарному бразильцеві Зіку — 40 років, 2 місяці та 13 днів). Виступав у команді до 2020 року, але за умовами контракту отримував «річну зарплату у розмірі 120 ієн». Окрім цього, після продовження контракту, також буде виявлено, що він завершить виступи в команді у 2020 році. 20 грудня в останньому турі Джей-ліги аперше в кар'єрі вийшов на поле в стартовому складі, в поєдинку проти «Фудзіеди МІФК».
По завершенні кар'єри гравця став кікбоксером. Дебютував вже як боєць у квітні 2021 року, здобувши перемогу нокаутом.

## Статистика виступів

### Клубна
| Клуб               | Сезон              | Ліга               | Ліга  | Ліга | Кубок | Кубок | Загалом | Загалом |
| Клуб               | Сезон              | Дивізіон           | Матчі | Голи | Матчі | Голи  | Матчі   | Голи    |
| ------------------ | ------------------ | ------------------ | ----- | ---- | ----- | ----- | ------- | ------- |
| «Міто Холліхок»    | 2018               | Джей-ліга 2        | 0     | 0    | 0     | 0     | 0       | 0       |
| «Йокагама»         | 2019               | Джей-ліга 3        | 8     | 0    | 0     | 0     | 8       | 0       |
| «Йокагама»         | 2020               | Джей-ліга 3        | 5     | 0    | 0     | 0     | 5       | 0       |
| «Йокагама»         | Загалом            | Загалом            | 13    | 0    | 0     | 0     | 13      | 0       |
| Загалом за кар'єру | Загалом за кар'єру | Загалом за кар'єру | 13    | 0    | 0     | 0     | 13      | 0       |

Примітки